# Lisa Su
Lisa Su (* 7. listopadu 1969, Tchaj-nan) je americká obchodní ředitelka a elektrotechnická inženýrka, která je prezidentkou a výkonnou ředitelkou společnosti Advanced Micro Devices (AMD). Na začátku své kariéry pracovala ve společnostech Texas Instruments, IBM a Freescale Semiconductor na technických a manažerských pozicích. Během své práce viceprezidentky Centra pro výzkum a vývoj polovodičů IBM je známá prací na vývoji technologií výroby polovodičů a na tvorbě efektivnějších polovodičových čipů.
Su byla jmenována prezidentkou a výkonnou ředitelkou AMD v říjnu 2014 poté, co do společnosti přišla roku 2012 a zastávala pozice vyšší viceprezidentky globálních obchodních jednotek AMD a provozní ředitelky. Pracuje v radách společností Analog Devices, Global Semiconductor Alliance a U.S. Semiconductor Industry Association a je společnice Institute of Electrical and Electronics Engineers (IEEE). Byla oceněna řadou ocenění a vyznamenání – roku 2014 byla časopisem EE Times jmenována výkonnou ředitelkou roku a roku 2017 byla časopisem Fortune jmenována jednou z největších světových lídrů.

## Život a vzdělání
Su se narodila na Tchaj-wanu v pobřežním městě Tchaj-nan v listopadu roku 1969, tchajwanským rodičům Chun-Hwai Su a Sandy Lo. Ve třech letech emigrovala do Spojených států. Ona i její bratr byli jako děti vedeni ke studiu matematiky a přírodních věd. V jejich sedmi letech ji její otec, statistik v důchodu, zkoušel z násobilky. Její matka, účetní, která se později stala podnikatelkou, ji seznámila s obchodními koncepty. Během mládí se Su toužila stát inženýrkou, dokonce pronesla : „Byla jsem velmi zvědavá, jak to funguje.“ Bylo jí deset let, když začala rozebírat a opravovat bratrovy vozy na dálkové ovládání. Svůj první počítač Apple II vlastnila od dob studia na střední škole. Navštěvovala Bronx High School of Science v New Yorku, kterou ukončila v roce 1986.
Na podzim roku 1986 začala Su navštěvovat Massachusettský technologický institut (MIT) a měla v úmyslu studovat elektrotechniku nebo matematickou informatiku. Nakonec se usadila se na elektrotechnice, a uvědomovala si, že se to vypadalo jako nejobtížnější obor. Během prvního ročníku pracovala jako vysokoškolská asistentka výzkumu „výroby testovacích křemíkových waferů“ v rámci programu Undergraduate Research Opportunities Program (UROP). Tento projekt, stejně jako její letní brigády v Analog Devices, podpořil její zájem o polovodiče. Po zbytek vzdělávání se soustředila na toto téma, trávila většinu času v laboratořích navrhováním a úpravami produktů. Po získání bakalářského titulu v oboru elektrotechniky získala magisterský titul na MIT v roce 1991. V letech 1990 až 1994 studovala doktorský studijní program u konzultanta MIT Dimitrije Antoniadise. Časopis MIT Technology Review uvedl, že jako doktorandka byla Su „jedním z prvních výzkumníků, kteří zkoumali technologii silicon on insulator (křemíku na izolátoru; SOI), což tehdy byla neověřená technika pro zvyšování účinnosti tranzistorů jejich stavbou na vrstvách izolačního materiálu“. Absolvovala elektrotechniku na MIT v roce 1994.